# ماجيك: ذا غاثرينغ
ماجيك: ذا جاثرنج (المعروفة بالعامية ماجيك أو MTG) هي لعبة بطاقات رقمية قابلة للتحصيل تم إنشاؤها بواسطة ريتشارد جارفيلد. تم إصدار ماجيك في عام 1993 بواسطة معالجات الساحل (وهي الآن شركة تابعة لشركة هاسبرو)، وكانت لعبة ماجيك هي أول لعبة أوراق تجارية ولديها ما يقرب من خمسة وثلاثين مليون لاعب اعتبارًا من ديسمبر 2018، وأكثر من عشرين مليار بطاقة سحرية تم إنتاجها في الفترة من 2008 إلى 2016 والتي نمت خلالها شعبيتها.
يلعب أحد اللاعبين في ماجيك دور بلانز واكر، حيث يخوض معركة مع لاعبين آخرين مثل بلانز واكر من خلال إلقاء التعاويذ واستخدام المصنوعات اليدوية واستدعاء المخلوقات كما هو موضح في البطاقات الفردية المستمدة من طوابقهم الفردية. يهزم اللاعب خصومه بشكل نموذجي، ولكن ليس دائمًا عن طريق استنزافهم من بداية حياتهم الإجمالية. على الرغم من أن المفهوم الأصلي للعبة قد استمد بشكل كبير من زخارف ألعاب الأدوار الخيالية التقليدية مثل سجون وتنانين، فإن طريقة اللعب تحمل القليل من التشابه مع ألعاب المغامرات بالقلم الرصاص والورق، بينما تحتوي في الوقت نفسه على بطاقات أكثر بكثير وقواعد أكثر تعقيدًا من العديد من ألعاب الورق الأخرى.
يمكن لعب ماجيك بواسطة لاعبين أو أكثر، إما شخصيًا باستخدام بطاقات مطبوعة أو على جهاز كمبيوتر أو هاتف ذكي أو جهاز لوحي مزود ببطاقات افتراضية من خلال البرنامج المستند إلى الإنترنت ماجيك: ذا جاثرينج عبر الإنترنت أو ألعاب الفيديو الأخرى مثل ماجيك: الساحة ذا جاثرينج. يمكن لعبها بتنسيقات قواعد مختلفة والتي تنقسم إلى فئتين: مبنية ومحدودة. تتضمن التنسيقات المحدودة قيام اللاعبين ببناء مجموعة بشكل تلقائي من مجموعة من البطاقات العشوائية بحد أدنى من 40 بطاقة؛ في التنسيقات التي تم إنشاؤها، يقوم اللاعبون بإنشاء مجموعات من البطاقات التي يمتلكونها، وعادة ما يكون ذلك بحد أدنى 60 بطاقة لكل مجموعة.
يتم إصدار بطاقات جديدة بشكل منتظم من خلال مجموعات التوسيع. نظام بطولة منظم (المؤتمر الدولي للمبارزين) يتم لعبه على المستوى الدولي وقد تطور مجتمع عالمي من لاعبي ماجيك المحترفين، بالإضافة إلى سوق إعادة بيع كبير لبطاقات ماجيك. يمكن أن تكون بعض البطاقات ذات قيمة نظرًا لندرتها في الإنتاج وفائدتها في اللعب، حيث تتراوح الأسعار من بضعة سنتات إلى آلاف الدولارات.

## اللعب
اللعبتضمن لعبة ماجيك لاعبين أو أكثر يشاركون في معركة يتصرفون فيها كساحرة أقوياء، يُعرفون باسم طائرات السائرون في تقاليد اللعبة. كل لاعب لديه سطح السفينة الخاص به، إما واحد تم إنشاؤه مسبقًا أو مصنوعًا من مجموعة محدودة من البطاقات للحدث. يبدأ اللاعب اللعبة بعشرين «حياته الإجمالية» ويخسر اللعبة عندما ينخفض إجمالي حياته إلى الصفر. يمكن أن يخسر اللاعب أيضًا إذا كان يجب عليه السحب من مجموعة فارغة. بالإضافة إلى ذلك، تحدد بعض البطاقات طرقًا أخرى للفوز باللعبة أو الخسارة.
البطاقات في ماجيك: ينقسم ذا جاثرينج عمومًا إلى فئتين: الأراضي والتعاويذ. توفر الأراضي مانا، أو الطاقة ماجيكية، والتي تستخدم كوقود سحري عندما يحاول اللاعب إلقاء تعاويذ. يمكن للاعبين لعب بطاقة أرض واحدة فقط في كل دور، حيث توفر معظم الأراضي لونًا معينًا من المانا عند «النقر عليها» (عادةً عن طريق تدوير البطاقة 90 درجة لإظهار أنها استخدمت في هذا الدور)، مع كل أرض يمكن أن تكون استغلالها لمانا مرة واحدة في كل دور. تستهلك التعاويذ المانا، عادةً مع مانا واحد أو أكثر من لون معين. التعويذات الأكثر قوة تكلف المزيد من المانا، لذلك مع تقدم اللعبة، سيكون هناك المزيد من الأراضي في اللعب، وستتوفر المزيد من المانا، وتميل الكمية والقوة النسبية للتعاويذ التي يتم لعبها إلى الزيادة. تأتي التعاويذ في عدة أنواع: غير الدائمية مثل «ماجيك» و «اللحظات» لها تأثير واحد لمرة واحدة قبل أن تذهب إلى «المقبرة» (رمي الكومة)؛ «ماجيك» و«المصنوعات اليدوية» التي تظل سارية بعد الإدلاء بها لتوفير تأثير سحري دائم؛ تستدعي تعويذات «المخلوق» المخلوقات التي يمكنها مهاجمة الخصم وإلحاق الضرر به وكذلك تستخدم للدفاع من هجمات مخلوق الخصم. تعتبر الأرض، وماجيك، والتحف، وبطاقات المخلوقات دائمة لأنها تظل في اللعب حتى يتم إزالتها من خلال تعاويذ أخرى أو قدرة أو تأثيرات قتالية. قدمت المجموعة لووين نوع بطاقة «طائرات السائرون» الجديد والذي يمثل حلفاء أقوياء يقاتلون بقدراتهم ماجيكية. بالإضافة إلى ذلك، تُطبع البطاقات وتُتاح في نوادر معينة، والمعروفة باسم المشتركة، وغير المألوف، ونادرة، وMythic نادرة مع بطاقات أقوى بشكل عام ذات ندرة أعلى.
يبدأ اللاعبون اللعبة بخلط أوراقهم ثم سحب سبع أوراق. في دور كل لاعب، باتباع ترتيب مرحلي محدد يرسمون بطاقة وينقرون على أراضيهم ويحولونهم جانبًا والأشخاص الدائمين الآخرين حسب الضرورة لكسب مانا لإلقاء التعاويذ، وإشراك مخلوقاتهم في جولة هجوم واحدة ضد خصمهم الذين قد يستخدمون مخلوقات خاصة لصد الهجوم، ثم أكمل الإجراءات الأخرى بأي مانا متبقية. تظل الموارد التي يتم استغلالها مستغلة حتى بداية الدور التالي للاعب، مما قد يتركهم بدون أرض ليرسموا لمانا لإلقاء التعاويذ كرد فعل لخصمهم أو بدون مخلوقات لصد الهجمات، لذلك يجب على اللاعب أيضًا التخطيط مسبقًا لدور خصمه. تدخل معظم الإجراءات التي يمكن للاعب تنفيذها "Stack"، وهو مفهوم مشابه للمكدس في برمجة الكمبيوتر، حيث يمكن لأي لاعب أن يتفاعل مع هذه الإجراءات بإجراءات أخرى، مثل التعويذات المضادة؛ يوفر المكدس طريقة لحل التفاعلات المعقدة التي قد تؤدي إلى سيناريوهات معينة.

## بناء سطح السفينة
يتطلب بناء سطح السفينة إستراتيجية حيث يجب على اللاعبين الاختيار من بين آلاف البطاقات التي يريدون لعبها. يتطلب هذا من اللاعبين تقييم قوة بطاقاتهم، فضلاً عن أوجه التآزر المحتملة بينهم، وتفاعلاتهم المحتملة مع البطاقات التي يتوقعون اللعب ضدها (يمكن أن تختلف «اللعبة الوصفية» هذه في مواقع أو فترات زمنية مختلفة) عادة ما يتم تضييق اختيار البطاقات من قبل اللاعب الذي يقرر الألوان التي يريد تضمينها في المجموعة. هذا القرار هو جزء أساسي من إنشاء مجموعة. بشكل عام، يؤدي تقليل عدد الألوان المستخدمة إلى زيادة اتساق اللعب واحتمالية رسم الأراضي اللازمة لإلقاء التعاويذ، على حساب تقييد نطاق التكتيكات المتاحة للاعب. كان جزء من خط إنتاج ماجيك عبارة عن طوابق بداية تهدف إلى تزويد اللاعبين المبتدئين بأفكار لبناء سطح السفينة.
معظم الألعاب المصادق عليها لـماجيك: ذا جاثرينج تحت المؤتمر الدولي للمبارزين تستخدم التنسيق المبني الذي يتطلب من اللاعبين بناء طوابقهم من مكتبة البطاقات الخاصة بهم. بشكل عام، يتطلب هذا ما لا يقل عن ستين بطاقة في المجموعة، وباستثناء البطاقات الأرضية الأساسية، لا يزيد عن أربعة بطاقات من نفس البطاقة المسماة. عادةً ما تقتصر مجموعة البطاقات أيضًا على التدوير القياسي، والذي يتكون من المجموعات الأساسية والتوسعات التي تم إصدارها في العامين الماضيين. يساعد التنسيق القياسي على منع «زحف القوة» الذي قد يكون من الصعب التنبؤ به مع حجم مكتبة بطاقات ماجيك ويساعد في منح اللاعبين الجدد ميزة عادلة مع اللاعبين على المدى الطويل. توجد تنسيقات أخرى مبنية تسمح باستخدام التوسعات القديمة لإعطاء المزيد من التنوع للطوابق. تم تعريف مجموعة كبيرة ومتنوعة من التنسيقات بواسطة المؤتمر الدولي للمبارزين والتي تسمح باستخدام مجموعات مختلفة من التوسعات أو تغيير قواعد إنشاء سطح السفينة للأحداث الخاصة.
قد يتم إدراج البطاقات الفردية على أنها «مقيدة»، حيث يمكن تضمين نسخة واحدة فقط في المجموعة، أو ببساطة «محظورة»، وفقًا لتقدير المؤتمر الدولي للمبارزين. عادةً ما تكون هذه القيود لأسباب تتعلق بتوازن القوة، ولكن يتم إجراؤها أحيانًا بسبب آليات اللعب، على سبيل المثال، مع إلغاء ميكانيكا «اللعب من أجل الرهان المسبق» في جميع التنسيقات الرسمية، يتم حظر جميع هذه البطاقات التي تحتوي على هذه الميزة. في الآونة الأخيرة، تم حظر البطاقات القديمة من جميع الألعاب الرسمية من قبل ويزاردز بسبب الصور العرقية أو الثقافية غير الملائمة في الرسوم التوضيحية في أعقاب احتجاجات جورج فلويد، وتمت إزالة صورهم من قواعد بيانات ماجيك المختلفة على الإنترنت التي توضح ذلك. وشمل ذلك بطاقة استدعاء التحامل التي تم عرضها على موقع فهرس البطاقات الرسمي المجمع «في عنوان URL للويب ينتهي بـ1488، وهي أرقام مرادفة لتفوق البيض». خلال وباء COVID-19 الذي جذب المزيد من اللاعبين إلى ألعاب ماجيك عبر الإنترنت وولد كميات من البيانات الخاصة بإنشاءات سطح السفينة الشهيرة، تمكنت ويزاردز أوف ذا كوست من تتبع المجموعات الشائعة، وفي منتصف عام 2020، حظرت البطاقات الإضافية التي يمكن أن تستخرجها في مجموعات محددة ألعاب أطول بكثير من المطلوب.
في التنسيق المحدود، يتم فتح عدد صغير من البطاقات للعب من حزم التعزيز أو حزم الدورات، ويتم فرض حجم سطح السفينة على الأقل أربعين بطاقة. الصيغة المحدودة الأكثر شيوعًا هي مشروع التعزيز حيث يفتح اللاعبون حزمة معززة، ويختارون بطاقة منها، ويمررها إلى اللاعب الجالس بجانبهم. يستمر هذا حتى يتم اختيار جميع البطاقات، ثم يتم فتح حزمة جديدة. يتم فتح ثلاث حزم تمامًا، ويتناوب اتجاه التمرير بين اليسار واليمين واليسار. بمجرد الانتهاء من المسودة، يقوم اللاعبون بإنشاء 40 مجموعة بطاقات من البطاقات التي اختاروها، ويتم توفير بطاقات الأرض الأساسية مجانًا، ولعب الألعاب مع اللاعبين الذين صاغوا معهم.

## ألوان ماجيك

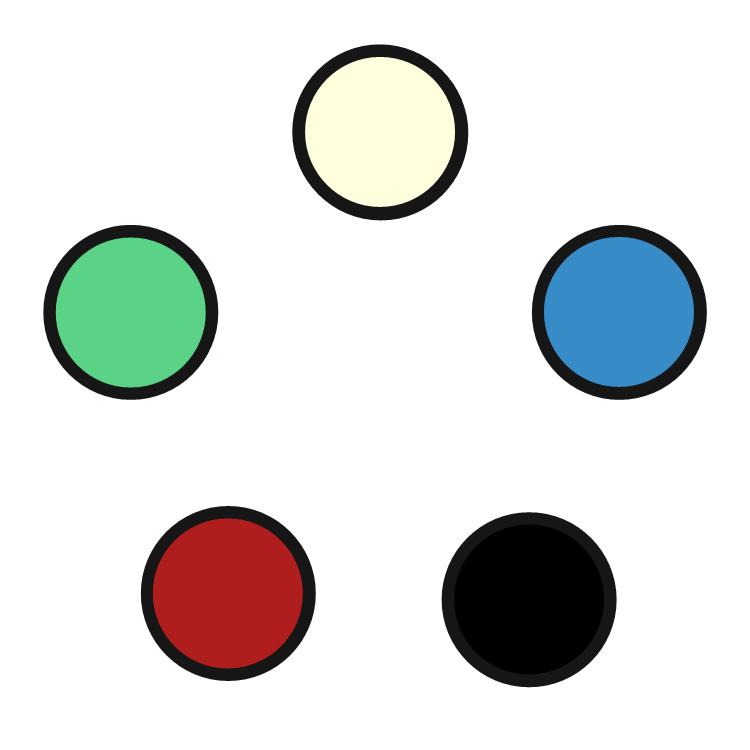
ألوان ماجيك الخمسة: ذا جاثرينج

تعتمد معظم البطاقات في ماجيك على أحد الألوان الخمسة التي تشكل "عجلة الألوان" الـ "دائري اللون"" في اللعبة والتي تظهر على ظهر كل بطاقة وكل منها يمثل مدرسة أو عالمًا من ماجيك: أبيض، أزرق، أسود، أحمر وأخضر. يصف ترتيب هذه الألوان على العجلة العلاقات بين المدارس، والتي يمكن أن تؤثر بشكل كبير على بناء سطح السفينة وتنفيذ اللعبة. بالنسبة للون معين مثل الأبيض يعتبر اللونان المجاوران له، الأخضر والأزرق مكملان، بينما اللونان الموجودان على الجانب الآخر، الأسود والأحمر هما مدرستان متعارضتان. يهدف فريق البحث والتطوير (R&D) في ويزاردز أوف ذا كوست إلى موازنة القوة والقدرات بين الألوان الخمسة باستخدام دائري اللون للتمييز بين نقاط القوة والضعف لكل منها. يحدد هذا المبدأ التوجيهي القدرات والسمات والآليات لكل لون ويسمح لكل لون أن يكون له سماته وطريقة لعبه المميزة. يتم استخدام دائري اللون للتأكد من أن البطاقات الجديدة باللون الصحيح بشكل موضوعي ولا تتعدى على منطقة الألوان الأخرى.
المفاهيم الكامنة وراء كل لون من الألوان على عجلة الألوان، بناءً على سلسلة من المقالات كتبها مارك روز ووتر، هي كما يلي:
- يمثل اللون الأبيض النظام والسلام والضوء، ويجذب المانا من السهول. يمكن لمسافري الطائرات البيض استدعاء مخلوقات ضعيفة بشكل فردي والتي تكون قوية بشكل جماعي مثل مجموعة مثل الجنود، وكذلك المخلوقات القوية والقادة الذين يمكنهم نقل هواة عبر جميع مخلوقات اللاعب. تميل نوباتهم إلى التركيز على التعافي أو منع الضرر، وحماية حلفائهم، وتحييد المزايا في ساحة المعركة من قبل خصومهم.[25][26][27]
- يمثل اللون الأزرق الفكر والمنطق والتلاعب والخداع، ويسحب مانا من الجزر. يرتبط سحرها عادةً بالعناصر الكلاسيكية للهواء والماء. يمكن للعديد من تعويذات Blue أن تتفاعل أو تتداخل مع تعويذات الخصم وكذلك مع التدفق العام للعبة. يرتبط سحر الأزرق أيضًا بالتحكم، مما يسمح للاعب بالحصول على سيطرة مؤقتة أو كاملة على مخلوقات الخصم. غالبًا ما تميل المخلوقات الزرقاء إلى أن تكون ضعيفة ولكنها مراوغة ويصعب استهدافها.[25][26][27]
- يمثل الأسود القوة والموت والفساد والتضحية وسحب المانا من المستنقعات. العديد من مخلوقات بلاك غير ميتة ويمكن التضحية بالعديد منها لجعل المخلوقات الأخرى أكثر قوة، أو تدمير مخلوقات الخصم أو دائمه، أو تأثيرات أخرى. قد تكون المخلوقات السوداء قادرة على إعادة الحياة التي تُقتل في هجوم إلى ملقيها أو قد تكون قادرة على قتل المخلوقات من خلال تأثير لمسة الموت. وبالمثل، تجبر تعويذات بلاك على التضحية من قبل اللاعب أو خصمه من خلال البطاقات أو الحياة.[25][26][27]
- يمثل اللون الأحمر الحرية والفوضى والغضب والحرب ويسحب قوتها من الجبال. ترتبط قواها بالنار الكلاسيكية وعناصر الأرض، وتميل إلى الحصول على أقوى التعاويذ مثل الكرات النارية التي يمكن تعزيزها من خلال النقر على مانا إضافية عند الإلقاء. الأحمر فئة موجهة للهجوم: بالإضافة إلى المخلوقات القوية مثل التنانين، يمكن لمسافري الطائرات الحمراء استدعاء المخلوقات الضعيفة التي يمكنها الضرب بسرعة للحصول على ميزة قصيرة المدى.[25][26][27]
- الأخضر هو لون الحياة والطبيعة والتطور والانغماس، حيث يستمد المانا من الغابات. يمتلك أخضر أكبر مجموعة من المخلوقات للاستفادة منها، والتي تتراوح عبر جميع مستويات القوة، وهي قادرة بشكل عام على السيطرة على ساحة المعركة مع العديد من المخلوقات التي تلعب في وقت واحد. يمكن للكائنات والتعاويذ الخضراء أن تولد نقاط حياة ومانا، ويمكن أن تكتسب أيضًا قوة هائلة من خلال التعاويذ.[25][26][27]

معظم البطاقات في ماجيك: ذا جاثرينج مبنية على لون واحد يظهر على طول حدود البطاقة. تتطلب تكلفة تشغيلها بعض المانا من هذا اللون وربما أي قدر من المانا من أي لون آخر. تم تقديم البطاقات متعددة الألوان في اساطير وعادةً ما تستخدم حدودًا ذهبية. تشمل تكلفة الصب مانا من لونين مختلفين على الأقل بالإضافة إلى مانا إضافية من أي لون. تستخدم البطاقات الهجينة المضمنة في السهول حدًا متدرجًا ثنائي اللون. يمكن إرسال هذه البطاقات باستخدام Mana من أي لون يظهر بالإضافة إلى تكاليف Mana الأخرى. أخيرًا، لا تحتوي البطاقات عديمة اللون، مثل بعض القطع الأثرية، على أي متطلبات مانا ملونة ولكنها لا تزال تتطلب قدرًا عامًا من المانا ليتم إنفاقها للعب.
يمكن أن تؤثر عجلة الألوان على خيارات بناء السطح. غالبًا ما توفر البطاقات من الألوان المحاذاة مثل الأحمر والأخضر تأثيرات تآزرية، إما بسبب الطبيعة الأساسية للمدارس أو من خلال تصميمات البطاقات، ولكنها قد تترك سطح السفينة عرضة لسحر اللون الشائع في الصراع، والأزرق في حالة الأحمر والأخضر. بدلاً من ذلك، قد لا تحتوي الطوابق المصممة بألوان متعارضة مثل الأخضر والأزرق على العديد من المجموعات المفضلة ولكنها ستكون قادرة على التعامل مع الطوابق بناءً على أي ألوان أخرى. لا توجد حدود لعدد الألوان التي يمكن أن تكون على سطح السفينة، ولكن كلما زاد عدد الألوان في سطح السفينة، قد يكون من الصعب توفير مانا باللون المناسب.

## الحظ مقابل المهارة
ماجيك مثل العديد من الألعاب الأخرى يجمع بين الفرصة والمهارة. تتضمن إحدى الشكاوى المتكررة حول اللعبة فكرة وجود الكثير من الحظ، خاصة فيما يتعلق بامتلاك الكثير من الأراضي أو القليل منها. في وقت مبكر من اللعبة على وجه الخصوص، قد يؤدي وجود عدد كبير جدًا من الأراضي أو عدد قليل جدًا منها إلى تدمير فرصة اللاعب في الفوز دون أن يرتكب اللاعب خطأ. يمكن التقليل من هذا التباين الإحصائي داخل اللعبة من خلال بناء سطح السفينة المناسب، حيث يمكن أن يقلل عدد الأراضي المناسب من مشاكل Mana. في المبارزات من الطائرات السائرون 2012، يتم تعديل عدد الأراضي تلقائيًا إلى 40٪ من إجمالي حجم سطح السفينة.
تم إدخال قاعدة «موليجان» في اللعبة، بشكل غير رسمي أولاً في اللعب العرضي ثم في قواعد اللعبة الرسمية. تسمح أحدث قاعدة موليجان للاعبين بإعادة توزيع توزيع الورق غير المرضي إلى سطح السفينة مرة أخرى في بداية اللعبة، ورسم يد جديدة بنفس عدد البطاقات، وكرر ذلك حتى يرضي، وبعد ذلك سيضع أي لاعب يدور في التفكير. بطاقات من اليد التي احتفظوا بها في الجزء السفلي من سطح السفينة مساوية لعدد المرات التي تفكروا فيها. في اللعب الجماعي، قد يأخذ اللاعب قطعة موليجان واحدة بدون عقوبة، بينما ستظل تكلفة الموليجان اللاحقة بطاقة واحدة (وهي القاعدة المعروفة باسم «جزئية باريس موليجان»). سمحت الموليجان الأصلية للاعب بإعادة رسم واحدة لسبع بطاقات جديدة إذا كان توزيع الورق الأولي للاعب يحتوي على سبعة أو صفر أرض. لا يزال هناك شكل مختلف من هذه القاعدة يسمى «الضرب الإجباري» مستخدمًا في بعض دوائر اللعب غير الرسمية وفي تنسيقات متعددة اللاعبين على ماجيك على الإنترنت، ويسمح بإعادة سحب واحدة «مجانية» لسبع بطاقات جديدة إذا احتوت يد اللاعب الأولية على سبعة أو ستة أو واحد أو صفر الأراضي. مع إصدار مجموعة أساسية 2020، تم تقديم نظام موليغان جديد للعب التنافسي المعروف باسم لندن موليغان.
اعترافًا بحبه للألعاب التي تجمع بين الحظ والمهارة اعترف المبدع ماجيكي ريتشارد جارفيلد بتأثيره في تصميمه للعبة ماجيك. في معالجة الشكوى حول تأثير الحظ على اللعبة، صرح غارفيلد أن اللاعبين الجدد والعاديين يميلون إلى تقدير الحظ كأثر تسوية، لأن العشوائية يمكن أن تزيد من فرصهم في الفوز ضد لاعب أكثر مهارة. وفي الوقت نفسه، فإن اللاعب الذي يتمتع بمهارات أعلى يقدر اللعبة ذات الفرص الأقل، حيث تزيد درجة التحكم الأعلى من فرصه في الفوز. وفقًا لغارفيلد، من المرجح أن تستمر ماجيك في تقليل درجة حظه مع نضوج اللعبة. تعتبر «قاعدة موليجان»، بالإضافة إلى تصميم البطاقات، الماضي مقابل الحاضر، أمثلة جيدة على هذا الاتجاه. إنه يشعر أن هذا اتجاه عالمي لنضوج الألعاب. أوضح غارفيلد استخدام الشطرنج كمثال على عكس الشطرنج الحديث في أسلافه يستخدم اللاعبون النرد لتحديد قطعة الشطرنج التي يجب تحريكها.

## القمار
نصت مجموعة القواعد الأصلية على أن جميع الألعاب يجب أن يتم لعبها مسبقًا. كان غارفيلد مستوحى جزئيًا من لعبة الكرات وأراد من الناس اللعب بالبطاقات بدلاً من جمعها. بالنسبة لـماجيك، قام كل لاعب بإزالة بطاقة بشكل عشوائي من المجموعة التي يرغبون في اللعب بها وسيتم وضع البطاقتين جانبًا على أنهما الرهان المسبق. في نهاية المباراة، سيأخذ الفائز كلا البطاقتين ويحتفظ بهما. تضمنت المجموعات المبكرة عددًا قليلاً من البطاقات ذات القواعد المصممة للتفاعل مع جانب المقامرة هذا، مما يسمح باستبدال البطاقات للرهان المسبق أو إضافة المزيد من البطاقات إلى الرهان المسبق أو حتى تداول ملكية البطاقات بشكل دائم في اللعب.
أصبح مفهوم الرهان المسبق مثيرًا للجدل لأن العديد من المناطق لديها قيود على ألعاب الحظ. أصبحت القاعدة اختيارية فيما بعد بسبب هذه القيود وبسبب إحجام اللاعبين عن فقدان البطاقة التي يمتلكونها. يُحظر قانون المقامرة في الأحداث الخاضعة للعقوبات وهو الآن في الغالب من بقايا الماضي، على الرغم من أنه لا يزال من الممكن استخدامه في الألعاب الودية بالإضافة إلى الشكل المنشور المتقاعد. تم طباعة البطاقة الأخيرة التي يجب ذكرها في مجموعة التوسعة لعام 1995 الاوطان.

## مسرحية منظمة

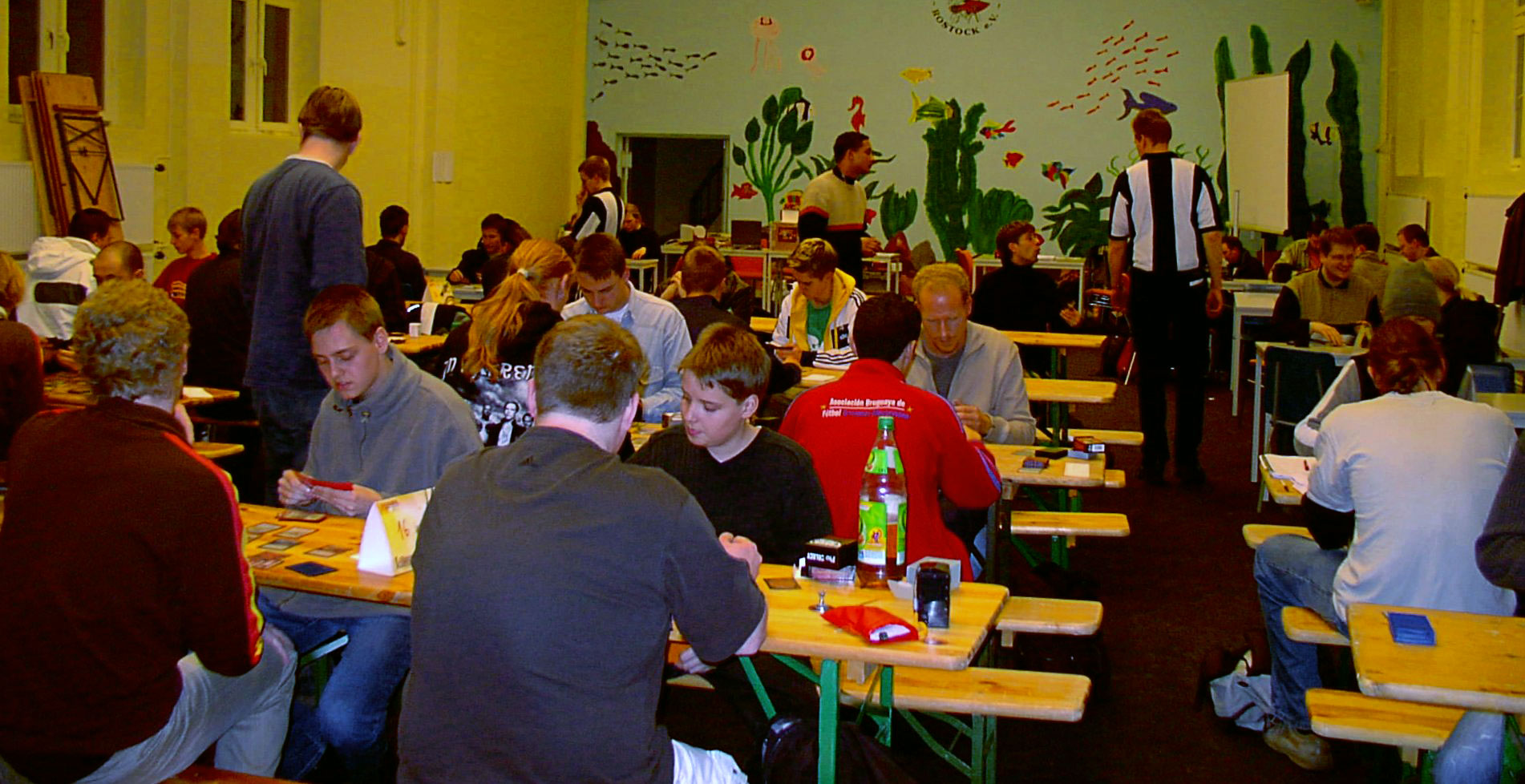
تجذب البطولات ماجيكية المصرح بها رسميًا المشاركين من جميع الأعمار وتقام في جميع أنحاء العالم. تنافس هؤلاء اللاعبون في روستوك بألمانيا للحصول على دعوة لحضور بطولة احترافية في ناغويا، اليابان.

تحدث البطولات ماجيكية بانتظام في متاجر الألعاب وأماكن أخرى. يتم ترتيب بطولات أكبر مع مئات المنافسين من جميع أنحاء العالم برعاية ويزاردز أوف ذا كوست عدة مرات كل عام، مع جوائز نقدية كبيرة لأفضل المتسابقين. يقدم عدد من مواقع الويب تقارير عن أخبار الدورات، وتقدم قوائم كاملة بأكثر التشكيلات شيوعًا حاليًا، ومقالات مميزة حول القضايا الحالية للنقاش حول اللعبة. المؤتمر الدولي للمبارزين، التي تملكها وتديرها ويزاردز أوف ذا كوست، هي الهيئة المنظمة لأحداث ماجيك المصدق عليها. حددت المؤتمر الدولي للمبارزين البدلات المحددة وقيود البطاقة للتنسيقات المبنية والمحدودة لتنظيم اللعب للبطولات وكذلك للأحداث الأخرى.
بالإضافة إلى ذلك، تحتفظ المؤتمر الدولي للمبارزين بمجموعة من القواعد للقدرة على معاقبة البطولات، فضلاً عن إدارة دائرتها الخاصة. غالبًا ما تقدم المتاجر المحلية دورات «الجمعة ليلة ماجيك» كنقطة انطلاق للعب أكثر تنافسية. يدير المؤتمر الدولي للمبارزين جولة احترافية كسلسلة من البطولات الكبرى لجذب الاهتمام. يجب الحصول على حق المنافسة في جولة احترافية إما بالفوز بدورة مؤهلة لـ جولة احترافية أو النجاح في دورة سابقة على مستوى مماثل. عادة ما يتم تنظيم جولة المحترفين في يومين من المنافسة الفردية التي يتم لعبها بالتنسيق السويسري. في اليوم الأخير، يتنافس أفضل ثمانية لاعبين مع بعضهم البعض في صيغة إقصائية لاختيار الفائز.
في نهاية المنافسة في جولة المحترفين، يتم منح اللاعبين نقاط احترافية بناءً على مكانهم النهائي. إذا وصل اللاعب إلى مستوى عالٍ بدرجة كافية، فسيتم منحه أيضًا جائزة مالية. صنع الفائزون المتكررون في هذه الأحداث أسماء لأنفسهم في مجتمع ماجيك مثل جبريل ناصيف وكاي بوده وجون فينكل. كأداة ترويجية أطلقت المؤتمر الدولي للمبارزين قاعة المشاهير في عام 2005 لتكريم لاعبين مختارين.
في نهاية العام تقام بطولة العالم ماجيكي. تعمل بطولة العالم مثل جولة المحترفين، باستثناء أنه يتعين على المنافسين تقديم مهاراتهم في ثلاثة تنسيقات مختلفة (عادةً قياسي مسودة معززة وتنسيق آخر مبني) بدلاً من واحد. الفرق الآخر هو أن الدعوة إلى بطولة العالم لا يمكن الحصول عليها من خلال تصفيات جولة المحترفين ولكن من خلال البطولة الوطنية للبلد. ترسل معظم الدول أفضل أربعة لاعبين في البطولة كممثلين على الرغم من أن الدول التي لديها مجتمعات ألعاب ماجيك صغيرة قد ترسل لاعبًا واحدًا فقط. بطولة العالم لها أيضًا منافسة قائمة على الفريق حيث تتنافس الفرق الوطنية مع بعضها البعض.
في بداية بطولة العالم، يتم إدخال أعضاء جدد إلى قاعة المشاهير. تختتم البطولة أيضًا الموسم الحالي من البطولة وفي نهاية الحدث، يتم منح اللاعب الذي حصل على أكبر عدد من نقاط المحترفين خلال العام لقب «أفضل لاعب في العام». اللاعب الذي حصل على أكبر عدد من نقاط المحترفين ولم ينافس في أي موسم سابق يُمنح لقب «مبتدئ العام».
يمكن أيضًا الحصول على دعوة إلى جولة احترافية ونقاط Pro وجوائز مالية في بطولات أقل تسمى الجائزة الكبرى مفتوحة لعامة الناس وتقام بشكل متكرر على مدار العام. عادة ما تكون أحداث الجائزة الكبرى هي أكبر بطولات ماجيك، حيث تجذب أحيانًا أكثر من 2000 لاعب. كانت أكبر بطولة سحرية على الإطلاق هي الجائزة الكبرى: لاس فيغاس في يونيو 2013 بإجمالي 4500 لاعب.

## تطوير

### نشأه
كان ريتشارد جارفيلد مرتبطًا مبكرًا بالألعاب خلال شبابه: قبل أن يستقر في أوريغون، أحضر والده، وهو مهندس معماري، عائلته إلى بنغلاديش ونيبال خلال مشاريع عمله. لم يكن غارفيلد يتحدث اللغات الأصلية، لكنه تمكن من تكوين صداقات مع الشباب المحلي من خلال لعب الورق أو الرخام. بمجرد عودته إلى الولايات المتحدة، كان قد سمع عن لعبة سجون وتنانين ولكن لم يكن لدى متجر الألعاب المحلي الخاص به ولا أصدقائه نسخة، لذلك طور نسخته الخاصة مما اعتقد أن اللعبة ستستند إلى الأوصاف التي قرأها، والتي يعتبر أقرب إلى كلودو، حيث ينتقل اللاعبون من غرفة إلى أخرى ويقاتلون الوحوش بهدف نهائي ثابت. عندما حصل غارفيلد في النهاية على نسخ من قواعد سجون والتنانين، تفاجأ بأنها كانت لعبة ذات نهاية مفتوحة ولكنها «كتبت بشكل مخيف». المحصنة والتنين المشاركة مفتوحة أمام الجميع ألهمه، مثل كثيرين آخرين، لتطوير لعبتهم الأفكار الخاصة منه. بالنسبة إلى غارفيلد كانت هذه لعبة أطلق عليها ماجيك فايف، استنادًا إلى خمسة عناصر سحرية تم رسمها من مناطق متنوعة جغرافيًا. بينما ظل هذا هو المفهوم الأساسي لـ ماجيك فايف، استمر غارفيلد في تحسين اللعبة أثناء نشأته، وغالبًا ما غيّر نوع اللعبة الأساسي بشكل جذري، على الرغم من عدم التخطيط لنشر هذه اللعبة مطلقًا.
في عام 1991، كان غارفيلد مرشحًا لنيل درجة الدكتوراه في الرياضيات التوافقية في جامعة بنسلفانيا وتم تعيينه كأستاذ مساعد في كلية ويتمان. خلال ترشيحه طور أفكاره واختبر لعبة روبورالي، وهي لعبة لوحة تعتمد على تحريك الروبوتات عبر مصنع مليء بالمخاطر. كان غارفيلد يبحث عن ناشرين للحصول على العنوان، واقترح زميله، مايك ديفيس، شركة معالجات الساحل التي تم تشكيلها حديثًا، وهي مجموعة صغيرة أنشأها بيتر أدكيسون، محلل أنظمة لشركة بوينغ في سياتل. في منتصف عام 1991، رتب الثلاثة للقاء في أوريغون بالقرب من منزل والدي غارفيلد. أعجب أديكسون بـروبورالي لكنه اعتبر أنه يحتوي على الكثير من الخدمات اللوجستية وسيكون نشره محفوفًا بالمخاطر. أخبر غارفيلد ودافيس أنه أحب أفكار غارفيلد وأنه كان يبحث عن لعبة محمولة يمكن لعبها في أوقات التوقف التي تحدث كثيرًا في مؤتمرات الألعاب.
بعد الاجتماع، بقي غارفيلد في ولاية أوريغون للتفكير في نصيحة أدكيسون. أثناء التنزه بالقرب من شلالات مولتنوماه كان مصدر إلهامه لأخذ مفهوم فايف ماجيكس الخاص به مع تطبيقه على بطاقات ملونة قابلة للتحصيل، بحيث يمكن لكل لاعب إنشاء سطح قابل للتخصيص وهو شيء يمكن لكل لاعب اعتباره جزءًا من هويته. رتب غارفيلد للقاء أدكيسون مرة أخرى في سياتل في غضون الأسبوع، وعندما سمع أدكيسون بالفكرة أدرك إمكانية أن تكون هذه لعبة يمكن توسيعها إلى أجل غير مسمى باستخدام بطاقات جديدة على عكس معظم ألعاب الطاولة النموذجية. كتب أدكيسون لاحقًا عن الفكرة على أحد مواقع USENET «إذا تم تنفيذها بشكل صحيح، فإن البطاقات ستجني الملايين». وافق أدكيسون على الفور على إنتاجه.

## التصميم الأولي

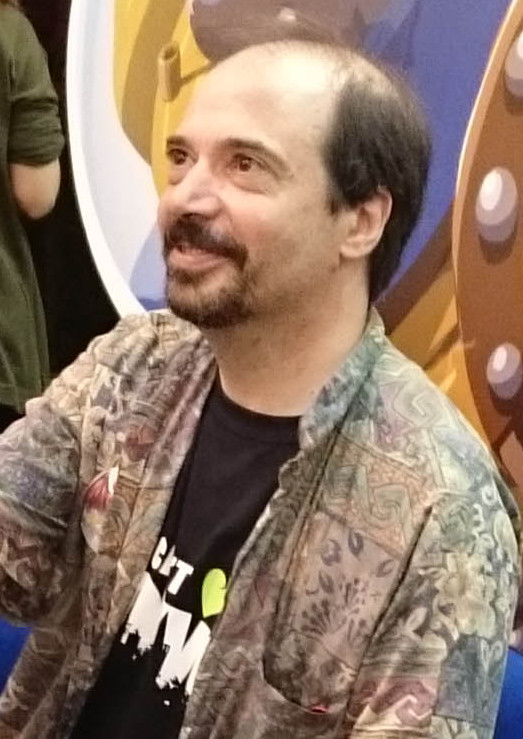
غارفيلد في عام 2014

عاد غارفيلد إلى ولاية بنسلفانيا وشرع في تصميم القواعد الأساسية للعبة والبطاقات الأولية، مع اكتمال حوالي 150 في الأشهر القليلة بعد عودته. ظل نوع طريقة اللعب التي تركز على كل لون متسقًا مع الطريقة التي كانت بها فايف ماجيكس ومع كيفية بقاء ماجيك: ذا جاثرينج في المستقبل، مثل اللون الأحمر الذي يمثل الهجمات العدوانية. أثرت الألعاب الأخرى أيضًا على التصميم في هذه المرحلة، حيث استشهد غارفيلد بألعاب مثل لقاء الكونية وسترات-أو-ماتيك لعبة البيسبول كألعاب تختلف في كل مرة يتم لعبها بسبب مجموعات مختلفة من البطاقات قيد اللعب. استندت «البطاقات» الأولية إلى استخدام الفن المحمي بحقوق الطبع والنشر المتاح، وتم نسخها على الورق ليتم اختبارها من قبل مجموعات المتطوعين في الجامعة. بعد حوالي ستة أشهر من الاجتماع مع أدكيسون قام غارفيلد بتحسين النسخة الأولى الكاملة من لعبته. بدأ غارفيلد أيضًا في إنشاء سرد للعبة حول «دومينيا»، وهو كون متعدد من «الطائرات» اللانهائية التي يمكن للاعبين، بصفتهم سحرة، أن يستمدوا القوة منها، مما سيسمح لمجموعة واسعة من المخلوقات وماجيك التي كان يخطط لها البطاقات.
صرح غارفيلد أن اثنين من العوامل المؤثرة الرئيسية في إنشائه لماجيك: كان ذا جاثرينج هما الألعاب لقاء الكونية،  والتي استخدمت لأول مرة مفهوم أن القواعد العادية يمكن تجاوزها في بعض الأحيان، وسجون وتنانين. تنص «القاعدة الذهبية للسحر» على أنه «عندما يتعارض نص البطاقة بشكل مباشر مع القواعد، يكون للبطاقة الأسبقية». القواعد الشاملة، كتاب قواعد مفصل، موجود لتوضيح التعارضات.
في الوقت نفسه، سعى أديكسون إلى الاستثمار في ويزاردز الساحل للتحضير لنشر اللعبة. كانت الشركة قد التزمت بالفعل بإكمال كتاب قواعد الترتيب الأولي، الذي يهدف إلى التوافق مع معظم أنظمة لعب الأدوار الأخرى في السوق، والتي تم جذب معظم الاستثمارات إليها. كان عليه إحضار عدد من فناني الكورنيش المحليين لخلق فن الخيال لبطاقات غارفيلد، وعرض عليهم حصصًا في ويزاردز أوف ذا كوست في الدفع. بعد نشر الأمر البدائي في عام 1992، تم رفع دعوى قضائية ضد ويزاردز أوف ذا كوست من قبل بالاديوم لانتهاك حقوق النشر، وهي قضية تمت تسويتها خارج المحكمة وكانت النتيجة أن طبعة ثانية من الأمر البدائي أزالت القواعد المتعلقة بنظام البلاديوم، ولكن كما أضرت هذه القضية مالياً بـ ويزاردز الساحل. قرر أدكيسون إنشاء شركة منفصلة، غارفيلد ألعاب، لنشر لعبة الورق.
بينما كانت تسمى اللعبة ببساطة ماجيك من خلال معظم اختبارات اللعب، عندما كان يتعين تسمية اللعبة رسميًا، أخبرهم المحامي أن اسم ماجيك كان عامًا جدًا بحيث لا يمكن تسجيله كعلامة تجارية. تم اختيار Mana Clash بدلاً من ذلك ليكون الاسم المستخدم في أول طلب للعبة. ومع ذلك، استمر كل من شارك في اللعبة في الإشارة إليها ببساطة على أنها ماجيك. بعد المزيد من الاستشارات القانونية تقرر إعادة تسمية اللعبة ماجيك: ذا جاثرينج، وبالتالي تمكين أن يكون الاسم علامة تجارية.

## الإصدارات الأولى
بحلول عام 1993، كان غارفيلد وأدكيسون قد جهزا كل شيء للعرض الأول ماجيك: ذا جاثرينج في جين كون في ذلك العام في ميلووكي في أغسطس، لكن لم يكن لديهما الأموال اللازمة لتشغيل الإنتاج لشحنه إلى متاجر الألعاب في الوقت المناسب. أخذ أدكيسون صندوقًا واحدًا من البطاقات مع حفنة من الطوابق الكاملة إلى ويزاردز أوف ذا كوست في أصول لعبة عادلة على أمل تأمين الأموال من خلال عرض اللعبة. ومن بين أولئك الذين أظهر لهم ممثلو المناورات الغربية، مصنعي ألعاب التكتيكات التاريخية ؛ في النهاية أحضر الممثلون مديرهم التنفيذي، وبعد مشاهدة اللعبة، اصطحبوا أدكيسون لتناول العشاء وتفاوضوا على شروط التمويل. عاد أدكيسون 40,000 دولار أمريكي كافٍ لإصدار الأوامر اللازمة.
ماجيك: ذا جاثرينج خضع لإصدار عام في 5 أغسطس 1993. بعد شحن الطلبات توجه أدكيسون وزوجته نحو Milwaukee أثناء التوقف في متاجر الألعاب وإظهار اللعبة لحشد الدعم لـ جين كون. كانت محطات توقفهم الأولية هادئة، ولكن انتشر الحديث الشفوي من المحطات السابقة، وبينما كانوا يسافرون جنوبًا وغربًا وجدوا حشودًا أكبر وأكبر تنتظر وصولهم بقلق. التقى غارفيلد مع أدكيسون في جين كون حيث تأخر شحن 2.5 مليون بطاقة في اليوم. على الرغم من ذلك بحلول نهاية الاتفاقية تم بيعهم بالكامل.

## التوسعات
دفع نجاح الإصدار الأولي إلى إعادة إصدارها لاحقًا في عام 1993، إلى جانب التوسعات في اللعبة. تم إصدار الليالي العربية كأول توسع في ديسمبر1993. تم إصدار التوسعات والمراجعات الجديدة للعبة الأساسية («المجموعات الأساسية») منذ ذلك الحين على أساس منتظم، تصل إلى أربعة إصدارات في السنة. بحلول نهاية عام 1994، كانت اللعبة قد طبعت أكثر من مليار بطاقة. حتى الإفراج عن ميراج في عام 1996، تم إطلاق التوسعات على أساس غير منتظم. بدءًا من عام 2009، تم إصدار مراجعة واحدة للمجموعة الأساسية ومجموعة من التوسعات الثلاثة ذات الصلة تسمى «الكتلة» كل عام. تمت مراجعة هذا النظام في عام 2015، مع إلغاء المجموعة الأساسية وتتكون الكتل الآن من مجموعتين، يتم إصدارهما مرتين في السنة. تم إجراء مراجعة أخرى في عام 2018 وعكس إلغاء المجموعات الأساسية ولم يعد يقيد المجموعات بالكتل. بينما ظل جوهر اللعبة على حاله دائمًا، خضعت قواعد ماجيك لثلاثة مراجعات رئيسية مع إصدار النسخة المنقحة في 1994، والطبعة الكلاسيكية في 1999 وماجيك 2010 في يوليو 2009. مع إصدار الإصدار الثامن في عام 2003، تلقى ماجيك أيضًا إعادة تصميم مرئي كبير.
في عام 1996، أنشأت ويزاردز أوف ذا كوست «جولة المحترفين»، دائرة من البطولات حيث يمكن للاعبين التنافس على جوائز نقدية كبيرة على مدار دورة واحدة لمدة عطلة نهاية الأسبوع. في عام 2009، بلغت الجائزة الأولى في بطولة واحدة 40 ألف دولار أمريكي. أضافت البطولات، التي تمت الموافقة عليها من خلال المؤتمر الدولي للمبارزين، عنصرًا من الهيبة للعبة بفضل المدفوعات النقدية والتغطية الإعلامية من داخل المجتمع. لفترة وجيزة من الزمن، بثت قناة ESPN2 البطولات التلفزيونية.
بحلول أبريل 1997، تم بيع 2 مليارالبطاقات. في عام 1999، استحوذت هاسبرو على ويزاردز من الساحل مقابل 325 مليون دولار مما جعل ماجيك لعبة هاسبرو.
تم منح براءة اختراع لـ ويزاردز من الساحل في عام 1997 لـ «طريقة جديدة للعب ومكونات اللعبة التي في أحد التجسيدات في شكل بطاقات تداول» والتي تشمل المطالبات التي تغطي الألعاب التي تتضمن قواعدها العديد من عناصر ماجيك معًا، بما في ذلك مفاهيم مثل تغيير اتجاه أحد مكونات اللعبة للإشارة إلى الاستخدام (المشار إليه في قواعد ماجيك ولاحقًا لألعاب Garfield مثل مصاص دماء : النضال الأبدي باسم «النقر») وإنشاء مجموعة من خلال اختيار بطاقات من مجموعة أكبر. أثارت براءة الاختراع انتقادات من بعض المراقبين، الذين يعتقدون أن بعض مزاعمها غير صالحة. في عام 2003، كانت براءة الاختراع عنصرًا في نزاع قانوني أكبر بين ويزاردز أوف ذا كوست ونينتندو بخصوص الأسرار التجارية المتعلقة بلعبة نينتندو بوكيمون للتجارة. تمت تسوية الدعوى خارج المحكمة ولم يتم الكشف عن شروطها.
على الرغم من وجود طرق غير رسمية للعب عبر الإنترنت سابقًا، ماجيك اون لاين (غالبًا ما يتم اختصاره إلى "MTGO" أو "Modo")، وهو إصدار رسمي للعبة عبر الإنترنت، في عام 2002. تم إصدار نسخة جديدة ومحدثة من ماجيك على الإنترنت في أبريل 2008.
في فبراير 2018، لاحظ ويزاردز أنه بين عامي 2008 و 2016 قاموا بطباعة أكثر من 20 مليار بطاقة ماجيك : جمع بطاقات.

## الإنتاج والتسويق
ماجيك: يتم إنتاج بطاقات ذا جاثرينج بنفس طريقة إنتاج أوراق اللعب العادية. كل بطاقة ماجيك، حوالي 63 × 88 ملم في الحجم (2.5 × 3.5 بوصة)، بوجه يعرض اسم البطاقة ونص القواعد بالإضافة إلى توضيح مناسب لمفهوم البطاقة. تم إنتاج 21661 بطاقة فريدة للعبة اعتبارًا من سبتمبر 2016، العديد منها بإصدارات متنوعة أو عمل فني أو تخطيطات، ويتم إضافة 600-1000 نسخة جديدة كل عام. تمت طباعة البطاقات ماجيكية الأولى حصريًا باللغة الإنجليزية، ولكن المجموعات الحالية تُطبع أيضًا حروف صينية مبسطة والفرنسية والألمانية والإيطالية واليابانية والكورية والبرتغالية والروسية والإسبانية.
يتم إصدار وتسويق الغالبية العظمى من بطاقات ماجيك في شكل مجموعات. بالنسبة لغالبية تاريخها، كان هناك نوعان: المجموعة الأساسية ومجموعات التوسيع ذات السمات. بموجب مخطط الإنتاج والتسويق الحالي لـ ويزاردز الساحل، يتم إصدار مجموعة جديدة كل ثلاثة أشهر. يتم إصدار العديد من المنتجات مع كل مجموعة لجذب شرائح مختلفة من مجتمع مسرحية سحرية:
تُباع غالبية البطاقات في حزم معززة، والتي تحتوي على خمسة عشر بطاقة مقسمة عادةً إلى أربع نوادر، والتي يمكن تمييزها من خلال لون رمز التوسيع. عادةً ما تحتوي حزمة حزمة التعزيز المكونة من خمسة عشر بطاقة على واحدة نادرة (ذهبية)، وثلاثة غيرمعروفين (فضية)، وعشرة مشتركة (سوداء)، وأرض أساسية واحدة (ملونة باللون الأسود، كمشتريات) احتوت المجموعات السابقة لـ شظايا من آلارا على أحد عشر مشاعًا بدلاً من الأرض الأساسية.
كما ظهرت شظايا ألارا لأول مرة في أوراق نادرة (حمراء برتقالية)، والتي تحل محل واحدة من ثماني بطاقات نادرة في المتوسط. هناك أيضًا إصدارات متميزة من كل بطاقة ذات رقائق ثلاثية الأبعاد، يتم إدخالها عشوائيًا في بعض التعزيزات بدلاً من بطاقة مشتركة، والتي تحل محل حوالي واحدة من بين سبعين بطاقة.
- تحتوي كل مجموعة منذ كالاديش على طوابق طائرة ووكر، والتي تهدف إلى مساعدة اللاعبين الجدد على تعلم اللعبة. تحتوي على مجموعة مكونة من 60 بطاقة مسبقة الإنشاء مع طائرة ووكر حصري بالإضافة إلى العديد من البطاقات الحصرية وحزمتا تعزيز من المجموعة المصاحبة لها بالإضافة إلى دليل القواعد وصندوق بطاقة مع صورة طائرة ووكر المضمنة.
- تضمنت كل مجموعة من شظايا من آلارا إلى إلدرتش مون خمس حزم مقدمة والتي أدت نفس الوظيفة مثل طوابق الطائرات. كانت تحتوي على سطح مبني مسبقًا مكون من 60 بطاقة، بالإضافة إلى حزمتين من حزم التعزيز من المجموعة التي ترافقهما ودليل القواعد.
- كل مجموعة من محاصر ميرودين إلى تطفل تتميز بطابقين للفعاليات، والتي كانت عبارة عن طوابق مسبقة الإنشاء مصممة كمقدمة للعب البطولة. بدءًا من متاهة التنين، تضمنت كل مجموعة منصة حدث واحدة فقط. ومع ذلك، تم إيقاف مجموعات الحدث بعد مجموعة «معركة من أجل زنديكار».
- في السابق، كانت البطاقات تُباع أيضًا في حزم حزم البطولة التي تحتوي عادةً على ثلاثة أنواع نادرة وعشرة غير شائعة واثنين وثلاثين مشتركًا وثلاثين أرضًا أساسية. تم إيقاف حزم البطولة بعد شظايا العارا. اعتبارًا من عام 2018، يختلف عدد المجموعات المتتالية التي تم تعيينها في نفس العالم. على سبيل المثال، على الرغم من أن دوميناريا تحدث في مجموعة واحدة، فإن كتلة نقابات رافنيكا تقام على ثلاث مجموعات. بالإضافة إلى ذلك، تمت إزالة مجموعات صغيرة بسبب مشاكل في النمو وجميع المجموعات الآن كبيرة. قبل هذا التغيير، تم وضع المجموعات في مجموعتين، بدءًا بمجموعة كبيرة وتنتهي بمجموعة أصغر بعد ثلاثة أشهر.[67] قبل عام 2016، تم إصدار مجموعات التوسيع في كتلة مكونة من ثلاث مجموعات (مرة أخرى، بدءًا من مجموعة أكبر تليها مجموعتان أصغر). تتكون هذه المجموعات بشكل حصري تقريبًا من بطاقات مصممة حديثًا. على النقيض من المجموعة الأساسية واسعة النطاق، يركز كل توسع حول مجموعة فرعية من الميكانيكا والعلاقات في قصة محددة. كما تخصص التوسعات أيضًا عدة بطاقات لمجموعة من آليات اللعب الخاصة التي غالبًا ما يتم تقديمها حديثًا. بدأ إصدار المجموعات الأساسية سنويًا (كل سنتين سابقًا) في يوليو 2009 بالتزامن مع تغيير الاسم من الإصدار العاشر إلى ماجيك 2010. قدم هذا التحول أيضًا بطاقات مطبوعة جديدة لم يسبق لها مثيل في المجموعة الأساسية، وهو أمر لم يتم القيام به من قبل.[68] ومع ذلك، تم إيقاف المجموعات الأساسية بعد إصدار أصول ماجيك. في 17 يوليو 2015، في نفس الوقت الذي تم فيه تقديم الكتل المكونة من مجموعتين.[67] أعلن ويزاردز أوف كوست في 12 يونيو 2017 أنهم يخططون لتجديد وإعادة تقديم مجموعة أساسية مجددة،[69] وتم إصدار كور سيت 2019 في 13 يوليو 2018. بالإضافة إلى الإصدارات الفصلية، يتم إصدار بطاقات ماجيك في منتجات أخرى أيضًا، مثل ألعاب بلان تشاس و العدو اللدود العرضية. تجمع هذه البطاقات بين بطاقات ماجيك المعاد طباعتها والبطاقات الجديدة كبيرة الحجم والوظائف الجديدة. تتم طباعة بطاقات ماجيك أيضًا خصيصًا لهواة الجمع، مثل مجموعات من قبو ينم قسط سلسلة سطح السفينة، والتي تحتوي على بطاقات رقائق فاخرة حصرية. في عام 2003، بدءًا من المجموعة الأساسية الثامنة، مرت اللعبة بأكبر تغيير مرئي لها منذ إنشائها - تم تطوير تخطيط إطار بطاقة جديد للسماح بمزيد من نص القواعد والفن الأكبر على البطاقات، مع تقليل الحد السميك والملون إلى ع الاقل.[70] يهدف تصميم الإطار الجديد إلى تحسين التباين وقابلية القراءة باستخدام الكتابة السوداء بدلاً من الأبيض السابق، وخط جديد، ومناطق مقسمة للاسم ونوع البطاقة والقوة والمتانة. تم تغيير إطار البطاقة مرة أخرى في Core Set 2015، والتي حافظت على نفس القالب، لكنها جعلت البطاقة أكثر أناقة وأضف طابعًا هولو فويل لكل بطاقة نادرة وأسطورية للحد من التزوير. في السنوات القليلة الأولى من إنتاجها، تضمنت ماجيك: ذا جاثرينج عددًا صغيرًا من البطاقات بأسماء أو أعمال فنية ذات موضوعات شيطانية أو غامضة، في عام 1995 اختارت الشركة إزالة مثل هذه الإشارات من اللعبة. في عام 2002، اعتقادًا منهم أن تصوير الشياطين أصبح أقل إثارة للجدل وأن اللعبة قد أثبتت نفسها بشكل كافٍ، عكس ويزاردز أوف ذا كوست هذه السياسة واستأنفوا طباعة البطاقات التي تحتوي على «شيطان» في أسمائهم.[71] في عام 2019، بدءًا من عرش الدراين تتمتع الحزم المعززة بفرصة احتواء «بطاقة عرض» فنية بديلة. هذا لزيادة مكافأة شراء التعزيزات وجعلها أكثر إثارة.[72] تم تقديم شكل جديد «جمب ستارت»، في يوليو 2020 إلى جانب مجموعة Core 2021. هذه حزم معززة ذات 20 بطاقة خاصة، تعتمد على ما يقرب من 500 بطاقة، العديد منها يعاد طبعها من مجموعات سابقة، مع 121 حزمة ممكنة متاحة. كل منها عبارة عن مجموعة منسقة بدلاً من اختيار عشوائي للبطاقات، تم إنشاؤها حول موضوع، مثل «القراصنة» أو «يونيكورن». يحتوي كل موضوع على عدد صغير من مجموعات البطاقات الممكنة على ذلك ثريم، موزعة على أساس نادر مثل أن المعزز المحدد الذي يشتريه اللاعب سيظل اختيارًا عشوائيًا. نظرًا لأن العديد منها عبارة عن معاد طبع، فلا تتوفر جميع بطاقات جمب ستارت لاستخدامها في تنسيقات شيدت المختلفة ولكن يمكن استخدامها في أوضاع اللعب الأخرى.[73] تم تصميم جمب ستارت لتسهيل الوصول إلى ماجيك عن طريق التخلص من بناء سطح السفينة ولكن مع الاستمرار في توفير بعض التخصيص والعشوائية التي تأتي مع الحصول على البطاقة وبناء سطح السفينة. تم تقديم تنسيق جمب ستارت خاص لهذه التعزيزات، حيث يختار اللاعبون موضوعين مرغوبين، ويتم إعطاؤهم معززًا عشوائيًا من تلك السمات وبطاقات أرضية كافية لإنشاء مجموعة من 60 بطاقة.[74]

## الكتابة والقصة
أثبت غارفيلد أن ماجيك: ذا جاثرينج حدث في كون متعدد مع عدد لا يحصى من العوالم المحتملة (الطائرات)، وأحداث اللعبة الأساسية التي تجري على متن طائرة دوميناريا والكائنات الفريدة والنادرة التي تسمى بلانس واكرز قادرة على اجتياز الكون المتعدد. هذا يسمح للعبة بتغيير العوالم بشكل متكرر لتجديد إلهامها الميكانيكي، مع الحفاظ على متن الطائرات كعناصر متكررة ومشتركة عبر العوالم. اللاعبون يمثلون طائرات المشي القادرة على الاعتماد على ماجيك والكيانات في هذه الطائرات لخوض معركة مع الآخرين. تم سرد عناصر القصة من خلال نص نكهة البطاقات، ولكن بدون أي سرد قيادة  واستند أول توسعة ليلة وليلة التي صممها غارفيلد في ألف ليلة وليلة الفولكلور وتشمل شخصيات من أن مثل علاء الدين.
تم تصميم التوسعات المبكرة بشكل منفصل، ولكل منها سرد داخلي خاص بها لتأسيس المفاهيم والكلمات الرئيسية والنكهات. مع ضوء الطقس، أراد الفريق أن يبدأ قوسًا أطول من شأنه أن يغطي توسعات متعددة على مدار خمس سنوات والتي من شأنها أيضًا أن تمتد إلى الرسوم الهزلية والمجلات والوسائط الأخرى. ومع ذلك، مع تغيير الإشراف على فريق ماجيك: ذا جاثرينج وإرهاق اللاعب، والانفصال بين الروايات والبطاقات، تم إلغاء هذه الخطة. العودة إلى النهج العام لتصميم سرد خاص بتوسع واحد.
المعالجات، التي استعادت الترخيص من هاربر بريزم وأرمادا (بصمة أكليم إنترتينمينت) لكتابة روايات لـماجيك: ذا جاثرينج، لا تزال تعمل على دمج طاقم كتابة الروايات مع مصممي اللعبة بحيث يكون هناك بعض التماسك بين اللعبة والكتب، ولكن لم يسعوا إلى جعل هذا أولوية رئيسية حيث كان هدف ضوء الطقس. سرعان ما أفسحت الروايات الطريق للكتب الإلكترونية ولاحقًا لقصص قصيرة تم نشرها على موقع ويزاردز الإلكتروني والتي كانت أفضل حالًا من حيث الشعبية.
في عام 2017، عين ويزاردز الروائي وكاتب السيناريو نيك كيلمان كرئيس لقصة القصة والترفيه. أصبح كيلمان مسؤولاً عن صياغة الكتاب المقدس ماجيك: ذا جاثرينج من جميع المعتقدات الراسخة كمرجع لمزيد من التوسعات وللإعلام الخارجي. ساعدت هذه المهمة كيلمان في إعداد رواية حرب الشرارة: رافنيكا التي نُشرت قبل المجموعة الجديدة حرب الشرارة مباشرة، مع احتفاظ البطاقات بالاستمرارية مع الرواية والأحداث الماضية.

## عمل فني
تحتوي كل بطاقة على رسم توضيحي لتمثيل نكهة البطاقة، مما يعكس غالبًا إعداد التوسيع الذي تم تصميمه من أجله. تم تكليف الكثير من الأعمال الفنية المبكرة لـ ماجيك مع القليل من التوجيه المحدد أو الاهتمام بالتماسك البصري. ومن الأمثلة الشائنة طباعة المخلوق ويبورويل دون القدرة على «الطيران» على الرغم من أن فنه أظهر طائرًا أثناء الطيران. قرر فريق التوجيه الفني لاحقًا فرض بعض القيود بحيث تكون الرؤية الفنية أكثر توافقًا مع تصميم وتطوير البطاقات. تحتوي كل مجموعة من البطاقات الآن على دليل أسلوب خاص بها مع رسومات وأوصاف للأجناس والأماكن المختلفة الموجودة في الإعداد.
جربت بعض المجموعات المبكرة الفن البديل للبطاقات. ومع ذلك، توصل ويزاردز أوف ذا كوست إلى الاعتقاد بأن هذا يعيق التعرف السهل على البطاقة وأن وجود إصدارات متعددة تسبب في حدوث ارتباك عند التعرف على البطاقة في لمحة. وبالتالي، فإن الفن البديل لا يستخدم الآن إلا بشكل ضئيل وفي الغالب للبطاقات الترويجية. عندما يتم إعادة طباعة البطاقات القديمة في مجموعات جديدة، فإن ويزاردز أوف ذا كوست عادة ما يطبعها بفن جديد لجعل البطاقات القديمة أكثر قابلية للتحصيل الرغم من أنهم في بعض الأحيان يعيدون استخدام الأعمال الفنية التي تم استقبالها جيدًا إذا كان ذلك منطقيًا من حيث الموضوع.
مع توسع Magic في جميع أنحاء العالم، كان لابد من تغيير أعمالها الفنية لجمهورها الدولي. تم تحرير العمل الفني أو منحه فنًا بديلاً ليتوافق مع المعايير الحكومية. على سبيل المثال، تم حظر تصوير الهياكل العظمية ومعظم الموتى الأحياء في الأعمال الفنية من قبل الحكومة الصينية حتى عام 2008.

## عمليات الانتقال الترويجية
قدمت ويزردز أوف ذا كوست بطاقات ومجموعات خاصة تتضمن عناصر ترويجية مشتركة مع علامات تجارية أخرى عادةً كبطاقات ترويجية، وليست قانونية للعب القياسي وقد تكون غير قابلة للعب حتى في التنسيقات الأبدية. تم بيع أربع بطاقات ترويجية في HasCon 2017، والتي تضم ثلاث علامات تجارية أخرى من هاسبرو، وهي المحولات ونيرف وسجون وتنانين  تم بيع مجموعة خاصة من ثلاث بطاقات تستند إلى شخصيات من ماي ليتل بوني: فرندشيب إز ماجيك (علامة تجارية أخرى من هاسبرو) كمنتج مادي وعناصر رقمية داخل MTG Arena لدعم جمعية الحياة الإضافية الخيرية. تضمنت مجموعة «إيكوريا عرين من بيهيموثس» التي تم إصدارها في أبريل 2020، 16 وحش كايجو من توهو كبطاقات ترويجية.
تم التخطيط لتوسيع سجون وتنانين استنادًا إلى إعداد حملة العوالم المنسية لـ ماجيك في وقت ما في إصدارات التوسعة لعام 2021. كجزء من Secret Lair الذي تم تعيينه في عام 2020، تم صنع عدد من البطاقات التي تميزت بعمليات الانتقال مع برنامج شبكة إيه إم سي التلفزيونية التلفزيوني الموتى السائرون، والذي شعر فريق التطوير أنه مناسب للطبيعة لأن الزومبي كانوا بالفعل جزءًا من لعبة ماجيك. ظهرت مجموعة محدودة من بطاقات الأرض في مخبأ سري لوحات من بوب روس، مرخصة من خلال ممتلكاته.
بشكل منفصل، تم جلب عناصر ماجيك إلى الزنزانات والتنينات (D & D). كان أول كروس رسمي من هذا القبيل هو كتاب إعداد حملة سجون وتنانين لطائرة رافنيكا وهو توسع سحري تم تقديمه في 2005 و 2006 وأعيد النظر فيه لاحقًا في توسيع نقابات رافنيكا لعام 2018. نُشر دليل Guildmasters إلى رافينكا أيضًا في عام 2018 ليتوافق مع إصدار توسع ماجيك الأحدث. ثم في عام 2020، قدم كتاب الإعداد الثاني للحملة، أوديسي أسطورية من هروس، طائرة ثيروس إلى سجون وتنانين. جريج تيتو، ويزاردز أوف ذا كوست، مدير الاتصالات الأول، أنه سيكون هناك المزيد من عمليات الانتقال D & D مع ماجيك في المستقبل مشيرًا إلى «وجود تقاطع كبير بين لاعبي ماجيك ولاعبي D&D».

## استقبال